# Тренери, Джил
Джил Тренери (англ. Jill Ann Trenary; 1 августа 1968 Чикаго, США) — американская фигуристка, чемпионка мира 1990 года, трёхкратная чемпионка США (1987, 1989 и 1990 годов) в женском одиночном катании.

## Биография
Джил Тренери в 16 лет она переехала в Колорадо-Спрингс и стала тренироваться у знаменитого тренера Карло Фасси. Дебютировала на чемпионате США среди юниоров в 1984 году, заняв 4-е место. Её сильной стороной было обязательное катание. В активе Джил Тренери были тройные тулуп, сальхов и флип. В 1991 году получила травму. В этом же году Карло Фасси уехал работать в Италию и Джил перебралась в Кливленд и стала тренироваться у Кэрол Хейсс, но в декабре заявила о прекращении выступлений. перейдя в профессионалы выступала в Tom Collins Tour of Champions и Stars on Ice. окончательно закончила выступления на льду в 1997 году из-за образования угрожающего здоровью тромба в плече. В 1994 году вышла замуж за английского фигуриста Кристофера Дина, родила двух сыновей. В 2010 году они расстались.

## Спортивные достижения
| Соревнования/Сезоны              | 1986-87 | 1987-88 | 1988-89 | 1989-90 | 1990-91 | 1991-92 |
| -------------------------------- | ------- | ------- | ------- | ------- | ------- | ------- |
| Зимние Олимпиады                 |         | 4       |         |         |         |         |
| Чемпионаты мира                  | 7       | 5       | 3       | 1       |         |         |
| Чемпионаты США                   | 1       | 2       | 1       | 1       |         |         |
| Игры доброй воли                 |         |         |         |         | 2       |         |
| Skate America                    |         |         |         | 2       |         |         |
| Skate Canada International       |         |         | 2       |         |         | 4       |
| Fujifilm Trophy                  |         | 2       |         |         |         |         |
| Trophee de France                | 1       |         |         |         |         |         |
| Приз газеты «Московские новости» | 2       |         |         |         |         |         |